# 久枝良雄
久枝 良雄（ひさえだ よしお、1956年11月25日 - ）は、日本の化学者。
九州大学大学院工学研究院応用化学部門の教授、同大学の理事（副学長）を経て、放送大学福岡学習センター所長・特任教授、九州大学名誉教授。

## 来歴
愛媛県西条市生まれ。愛媛県立西条高等学校を卒業後、九州大学工学部合成化学科に入学。
1979年（昭和54年）3月、九州大学工学部合成化学科卒業。同年4月、九州大学大学院工学研究科合成化学専攻修士課程入学。
1981年（昭和56年）3月に同大学修士課程修了後、同大学工学部助手に採用。
1988年（昭和63年）8月、九州大学助教授（工学部）昇任。九州大学大学院工学研究科担当。
1993年（平成5年）8月から1994年（平成6年）8月まではテキサス大学オースチン校化学科客員教授を務めた。
1995年（平成7年）10月、教授に昇進し、村上幸人が教授退官後に同研究室を引き継ぎ、新しく久枝研究室を創設した。応用物質化学科人工酵素化学講座担当。
1997年（平成9年）4月、大学院重点化により、九州大学大学院工学研究科物質創造工学専攻生体機能化学講座に名称変更。
2000年（平成12年）4月、研究院制度への移行により、九州大学大学院工学研究院応用化学部門（分子）に名称変更。
2014年（平成26年）、錯体化学会副会長。
2018年（平成30年）4月、九州大学大学院工学研究院長、九州工学教育協会会長、日本工学教育協会理事。
2020年（令和2年）10月、九州大学理事・副学長（研究、評価・IR、同窓会、九大基金、ウェストゾーン地区調整）。2022年（令和4年）3月、定年退職、九州大学理事・副学長（教育、学生支援、入試、高大連携、同窓会、九大基金、インクルージョン）。2023年（令和5年）4月、放送大学福岡学習センター所長・特任教授。九州大学名誉教授。
現在に至る。

## 研究
人工金属酵素の開発、人工レセプターの開発、有機合成電解法の開発、超分子発光体の開発を行っており、バイオインスパイアード化学、ポルフィリン異性体の化学、また有機電気化学の分野に大きく貢献している。
特にビタミンB12酵素機能を有するバイオインスパイアード触媒の開発に力を入れ、多くの環境適合型の触媒系開発に成功した。1つは電気化学的手法を用いた電解触媒反応であり、水溶性ビタミンB12を脂溶性に化学修飾し、それをメディエーターとした炭素骨格組換え反応やパーフルオロアルキル化を達成した。また、環境汚染物質である有機ハロゲン化物の脱ハロゲン化反応に応用し、環境汚染物質であるDDTなどの有機ハロゲン化物の安全な分解及び有用物質への変換に成功した。2つ目は、より環境に優しい触媒系の開発を志向し、光増感剤とビタミンB12 誘導体の組合せによるハイブリッド触媒系の開発にも成功した。光触媒である酸化チタンに紫外線照射することによりビタミンB12誘導体を活性化し、有機ハロゲン化物の脱ハロゲン化に成功した。更にこの触媒系を、官能基転位を伴う環拡大反応やカップリング反応などの種々物質変換反応に応用できることを示した。また可視光応答型の酸化チタンを用いることにより可視光照射下での触媒反応も達成した。この反応系は、可視光応答型の種々の有機光増感剤や金属錯体の光増感剤でも進行することを見出している。これらの触媒系は天然酵素ではできない反応にも適用できる。また、生命の色素と言われるポルフィリンの異性体の化学を発展させ、ポルフィセンなどの種々の環状テトラピロール系化合物の合成に成功した。これらの化合物の種々の金属錯体を合成し、高い1重項酸素生成特性や新規触媒機能の開発にも成功した。
これらの成果は、バイオインスパイアード触媒の化学という新しい分野の確立に貢献するとともに。国内外で高く評価され、その発表論文は287編、総説・著書は80編、特許出願58件を数えている。これらの功績により、第40回日本化学会 進歩賞、2008年（平成20年）および2010年（平成22年）にBCSJ Award、2012年（平成24年）に日本トライポロジー学会論文賞などを受賞した。

## 受賞歴
- [3]BSCJ Award “Redox Behavior and Electrochemical Catalytic Function of B12-Hyperbranched Polymer”, 久枝 良雄, 平成22年12月
- [2]BSCJ Award “Isolable Iron(II)-Porphycene Derivative Stabilized by Introduction of Trifluoromethyl Groups on the Ligand Framework”, 久枝 良雄, 平成20年1月
- [1]第40回日本化学会 進歩賞 「金属酵素機能のシミュレーションによる新規触媒系の開発」, 久枝 良雄, 平成3年2月